# 阿姆雷利
阿姆雷利为印度古吉拉特邦阿姆雷利县所辖自治市。该市位于古吉拉特邦南缘，临阿拉伯海，属于索拉什特拉（Saurashtra）地区，是一座港口城市；也是阿姆雷利县政府所在地。

## 人口
2011年总人口117,967人，其中男性46,772人，女性43,471人；0－6岁人口9,275人，其中男5,178人，女4,097人；识字率77.61%，其中男性为81.96%，女性为72.93%。